# 宮崎村 (福井県)

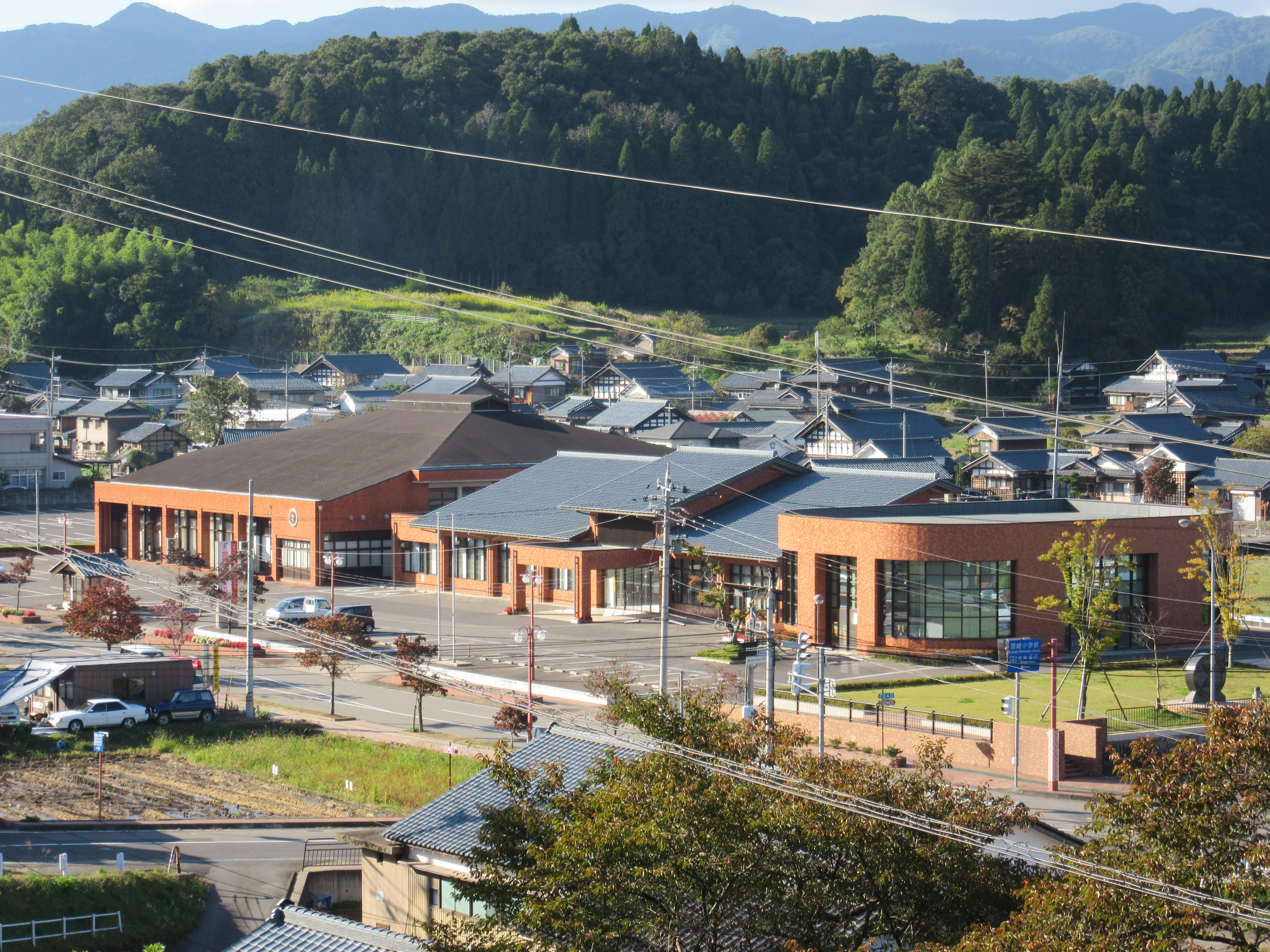
越前町役場宮崎支所

宮崎村（みやざきむら）は、福井県にかつて存在した村。
2005年2月1日に同じ丹生郡の織田町、朝日町、越前町と合併して越前町が誕生したために廃止した。
越前焼で知られる土地である。

## 地理
福井県西郡、丹生郡の南部に位置した。地質は第三紀層で、陶石陶土の地下資源が豊富である。
河川：天王川、和田川

## 歴史
- 1889年（明治22年）4月1日 - 町村制の施行により、蚊谷寺村、広野村、八田村、樫津村、舟場村、八田新保村、円満村、上野村、宇須尾村、野村、寺村、大谷村、蝉口村、江波村、小曽原村、熊谷村及び古屋村の区域をもって、宮崎村が発足する。
- 2005年（平成17年）2月1日 - 越前町、朝日町、織田町及び宮崎村が合併して、改めて越前町が発足する。

## 行政
- 合併時の村長：木村橘次郎

## 教育
- 宮崎村立宮崎小学校
- 宮崎村立宮崎中学校

## 交通

### 鉄道
なし

### 道路
- 一般国道
  - 国道365号